# Иванов, Иван Маркелович
Иван Маркелович Иванов (1905, Великие Луки — 30 января 1952, Москва) — советский полярник, профессор-географ.

## Биография
Родился в 1905 году в Великих Луках Псковской губернии.
Участник знаменитого похода ледокола «Красин» в 1928 году, начальник зимовки в бухте Тихая Земли Франца-Иосифа. Был научным секретарём, зимовал на островах Шпицберген, Новая Земля, Земля Франца-Иосифа.
Член ВКП(б).
В годы войны был направлен на Урал, где всю войну он и его товарищи добывали цирконий для самолётостроения.
Затем Иванов переехал в Москву и стал работать в пединституте им. Крупской. Был деканом, завкафедрой географического факультета.
Умер 30 января 1952 года, похоронен в Москве на 6-м участке Пятницкого кладбища (рядом с ним позднее была похоронена его вторая жена).

### Семья
- Первая жена — Демме, Нина Петровна (1902—1977) — советская полярница.
- Вторая жена — Иванова, Фаина Митрофановна (1908—1969), по образованию экономист[3].
- Дочь — Иванова, Людмила Ивановна (1933—2016), советская и российская актриса театра и кино, народная артистка РСФСР.

## Память
- В Северном Ледовитом океане есть остров Иванова, названный в его честь (открыт в 1933 году, назван в 1953—1955)[4].